# Ancherythroculter
Ancherythroculter es un género de peces de la familia Cyprinidae y de la orden de los Cypriniformes. 

## Especies
- Ancherythroculter daovantieni (Bănărescu, 1967)
- Ancherythroculter kurematsui (Sh. Kimura, 1934)
- Ancherythroculter lini Y. L. Luo, 1994 (may by jr. synonym of A. daovantieni)
- Ancherythroculter nigrocauda P. L. Yih & C. K. Wu, 1964
- Ancherythroculter wangi (T. L. Tchang, 1932)

- Datos: Q751459
- Especies: Ancherythroculter